# Парк Дружбы народов (Душанбе)
Парк Дружбы народов расположен в южной части правобережья города Душанбе, в центре жилых массивов.

## Характеристика
Парк Дружбы Народов является единственным парковым ансамблем в южной части Душанбе. Центральная аллея прорезает парк с севера на юг. Композиционным центром паркового ансамбля является искусственный пруд который охватывает около 30 % территории. Зеленые лужайки в различных частях парка делят его на зоны активного отдыха, детскую и пляжную. Главный вход в парк предусмотрен со стороны улицы Фирдоуси в виде широкой аллеи. С северной стороны парк ограничен проспектом имени А. Джами. На востоке находятся торговые ряды рынков «Саховат», «Панджшер» и «Ганджина». Западная сторона парка занята хлебобулочным комбинатом и кинотеатром «Таджикистан». На проспект Джами выходит ресторан-чайхана «Истаравшан» выстроенный на берегу пруда. Перед главным фасадом этого здания устроен многоструйный фонтан.
На оси главной аллеи, в южной части парка, установлен памятник А. Фирдоуси. Парк благоустроен, снабжён аттракционами и различными архитектурными формами. Парк Дружбы Народов стал излюбленным местом отдыха жителей прилегающих микрорайонов.

## История
Парк был сооружён в 1970-х годах по проекта авторского коллектива из института Душанбегипрогор (архитекторы Р. Д. Каримов и Ш. М. Каримов). Открытие парка в Душанбе было приурочено к 30-летию Победы в Великой Отечественной войне 1941—1945 гг.